# Luka Gugeshashvili
Luka Gugeshashvili (en georgià: ლუკა გუგეშაშვილი, nascut a Tbilisi el 29 d'abril de 1999) és un futbolista professional de Geòrgia que juga com a porter al PAOK de la Superliga Grega i a la selecció de Geòrgia.

## Biografia
Gugeshashvili tenia sis anys quan va entrar a l'escola de futbol Merani. Va jugar de lateral durant un any abans de convertir-se en porter. Després d'unir-se al Dinamo Tbilisi, va ser convocat regularment a les seleccions nacionals juvenils. Tot i que per edat hauria de jugar amb la sub-17, Gugeshashvili va participar en diversos partits de l'equip sub-19.
Per a la segona meitat de la temporada 2015-16, Gugeshashvili va fitxar pel Jagiellonia Białystok polonès. El 2017, va ser cedit al Podlasie Biała Podlaska a la quarta categoria polonesa. El 2018, va ser cedit al Dila Gori, de l'Erovnuli Liga. El 2019, Gugeshashvili va ser cedit al filial de Granada a la Lliga espanyola. El 2020, va tornar a ser cedit al Dila Gori.
Per a la segona part de la temporada 2021–22, Gugeshashvili va ser cedit al Qarabağ a l'Azerbaidjan. L'1 de febrer de 2022, va debutar amb el Qarabağ durant la victòria per 1-0 sobre el Keşla a la Copa d'Azerbaidjan.
El 9 de juliol de 2024, Gugeshashvili va signar pel Panserraikos de la Super Lliga de Grècia amb un contracte de dos anys.
El març de 2025, el PAOK, també de la Super Lliga de Grècia, va anunciar que havia fitxat Gugeshashvili fins al 30 de juny de 2028, i que l'acord entraria en vigor l'1 de juliol de 2025.
| Club                            | País        | Año       |
| ------------------------------- | ----------- | --------- |
| Dinamo Tbilisi                  | Geòrgia     | 2015-2016 |
| Jagiellonia Białystok           | Polònia     | 2016-2022 |
| Podlasie Biała Podlaska (cedit) | Polònia     | 2017-2018 |
| FC Dila Gori (cedit)            | Geòrgia     | 2018-2019 |
| Recreativo Granada (cedit)      | Espanya     | 2019-2020 |
| FC Dila Gori (cedit)            | Geòrgia     | 2020-2021 |
| Qarabağ FK (cedit)              | Azerbaidjan | 2022      |
| Qarabağ FK                      | Azerbaidjan | 2022-2024 |
| Panserraikos                    | Grècia      | 2024-2025 |
| PAOK                            | Grècia      | 2025      |

## Selecció de Geòrgia
Va ser internacional sub-17, sub-19 i sub-21 amb la selecció de futbol de Geòrgia. Posteriorment, es va unir a la selecció absoluta per a una eliminatòria per a la Copa del Món contra Suècia el novembre de 2021. El 25 de març de 2023, va debutar amb l'equip com a substitut en la en un amistós davant Mongòlia que va acabar 6-1.
A l'estiu de 2024, Gugeshashvili va ser convocat a l'Eurocopa 2024 d'Alemanya, on no va arribar a disputar ni un minut.

## Palmarès
Qarabağ
- 3 Premier League d'Azerbaidjan: 2021–22, 2022–23, 2023–24
- 2 Copa d'Azerbaijan: 2021–22, 2023–24

#### Individual
- Ordre d'Honor de Geòrgia: 2024[14]